# Březová, Zlín
Březová là một làng thuộc huyện Zlín, vùng Zlínský, Cộng hòa Séc.